# Event Horizon Telescope
O Event Horizon Telescope (EHT) é um projeto para criar um grande conjunto de telescópios, para formar uma rede global de radiotelescópios e combinar os dados de várias estações de interferometria de linha de base (VLBI) por toda a Terra. O objetivo é observar o ambiente nas imediações do buraco negro supermassivo Sagitário A*, no centro da Via Láctea, e também o buraco negro, ainda maior, no centro da galáxia elíptica supergigante Messier 87, com resolução angular comparável ao horizonte de eventos do buraco negro.
A primeira imagem do buraco negro na galáxia Messier 87 foi publicada em 10 de abril de 2019. Este buraco negro recebeu o nome de Pōwehi, que em Havaiano significa "fonte escura embelezada de criação interminável". Os planos futuros envolvem melhorar a resolução do conjunto através da adição de novos telescópios e da realização de observações com comprimentos de onda mais curtos. Em 12 de maio de 2022, os astrônomos revelaram a primeira imagem do buraco negro supermassivo no centro da Via Láctea, Sagittarius A*.

## Visão geral

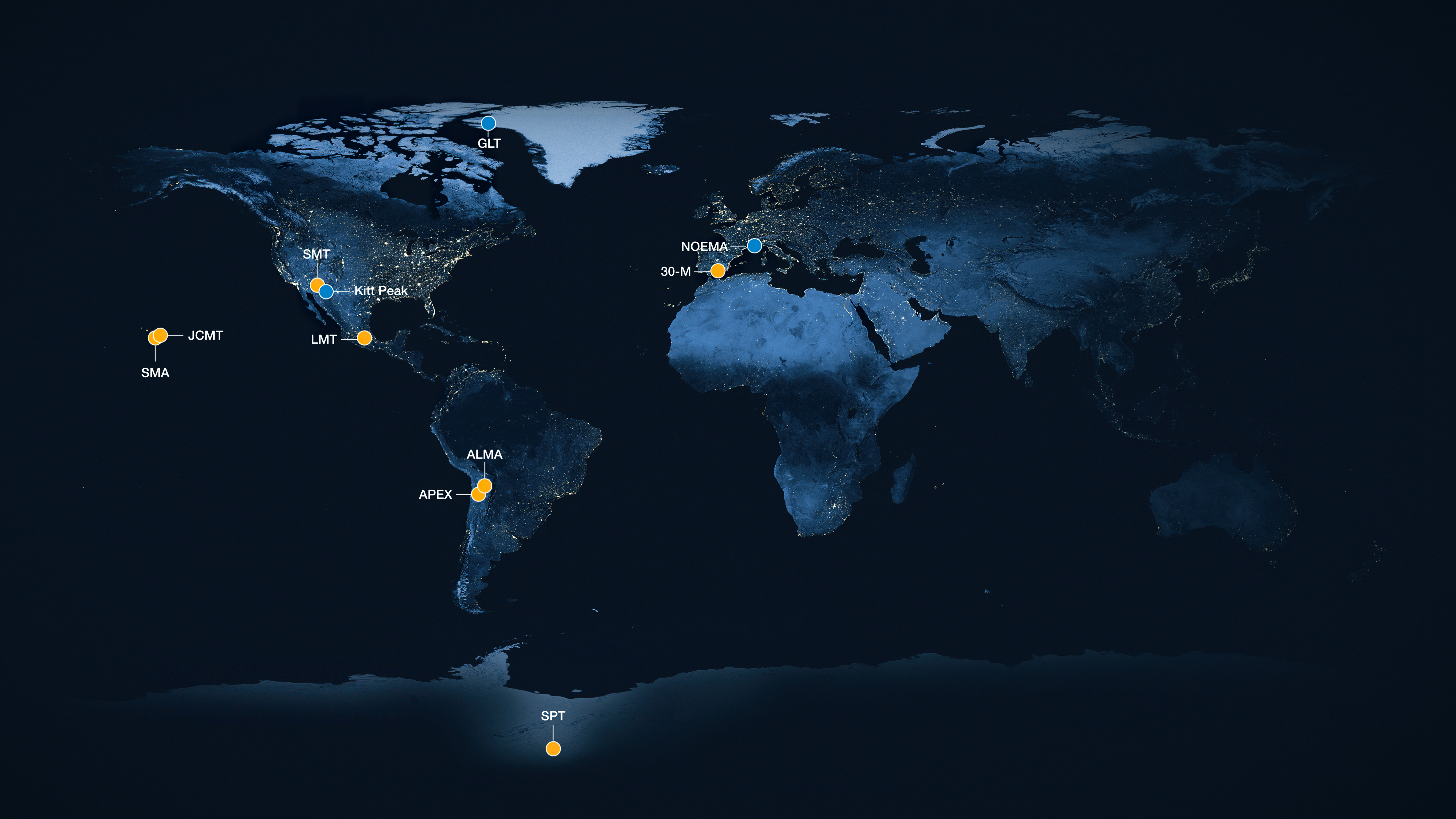
Localizações dos telescópios que compõem a matriz do EHT. Um mapa global mostrando os observatórios de rádio que formam a rede do Telescópio do Horizonte de Eventos (EHT), usada para capturar imagens do buraco negro central da Via Láctea, Sagitário A*. Os telescópios destacados em amarelo fizeram parte da rede do EHT durante as observações de Sagitário A* em 2017. Estes incluem o Atacama Large Millimeter/submillimeter Array (ALMA), o Atacama Pathfinder EXperiment (APEX), o telescópio IRAM de 30 metros, o Telescópio James Clark Maxwell (JCMT), o Grande Telescópio Milimétrico (LMT), o Array Submilimétrico (SMA), o Telescópio Submilimétrico (SMT) e o Telescópio do Polo Sul (SPT). Destacados em azul estão os três telescópios adicionados à Colaboração EHT após 2018: o Telescópio da Groenlândia, o NOrthern Extended Millimeter Array (NOEMA) na França, e o Telescópio de 12 metros ARO da Universidade do Arizona no Kitt Peak.

O EHT é composto de muitos observatórios de rádio ou instalações de radiotelescópios ao redor do mundo, a fim de produzir um telescópio de alta sensibilidade e alta resolução angular. Através da técnica de interferometria de linha de base muito longa (VLBI), muitas antenas de rádio independentes, separadas por centenas ou milhares de quilômetros, podem ser usadas em conjunto, para criar um telescópio virtual com um diâmetro efetivo equivalente ao do planeta inteiro. O esforço inclui o desenvolvimento e a implementação de receptores submilimétricos de dupla polarização, padrões de frequência altamente estáveis para permitir interferometria de linha de base muito longa em 230-450 GHz, backends e gravadores de VLBI de maior largura de banda, bem como a agregação de novos sites de VLBI submilimétricos.

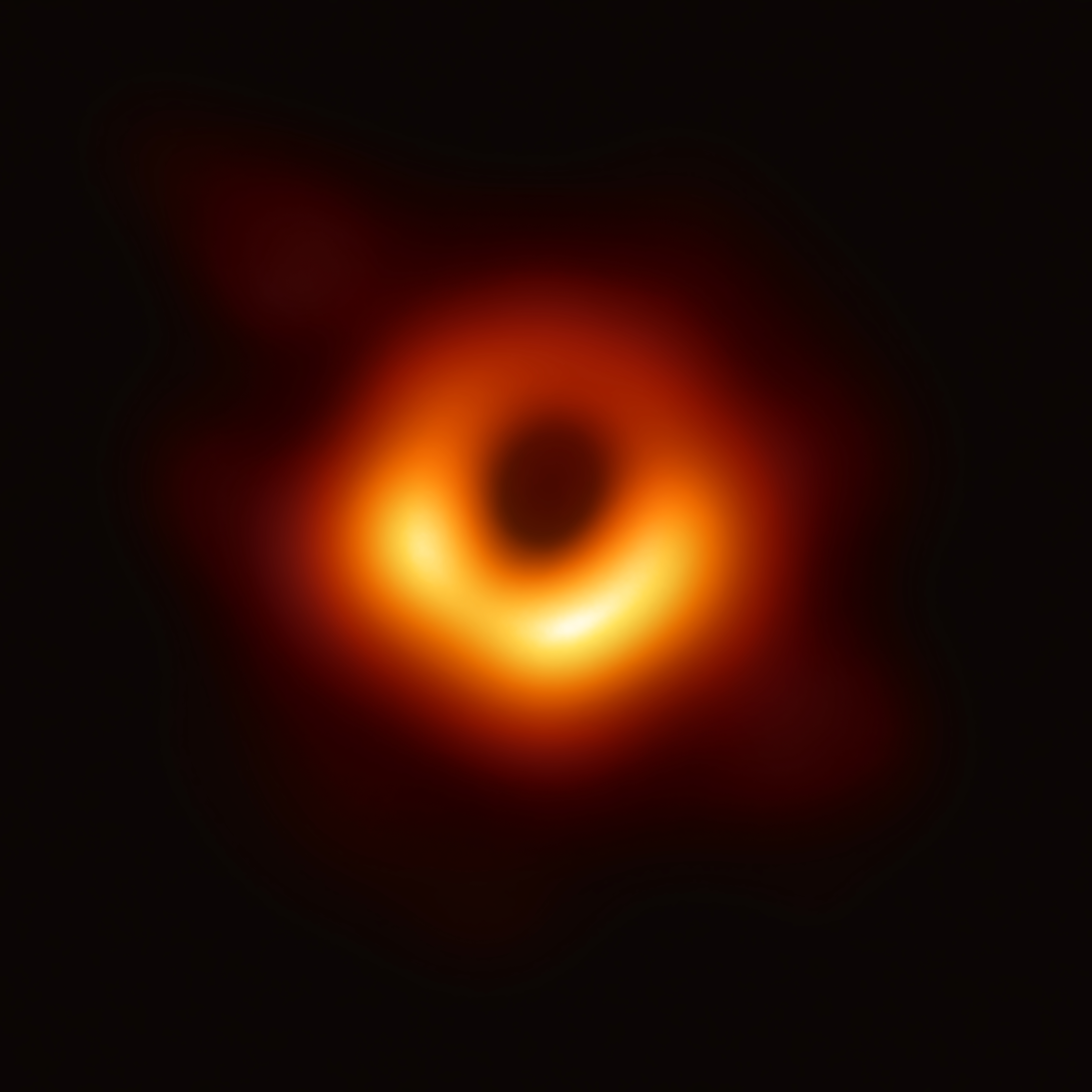
Primeira imagem do horizonte de eventos de um buraco negro (M87*) capturada pelo Event Horizon Telescope.

A cada ano, desde a sua primeira captura de dados em 2006, a matriz do EHT passou a adicionar mais observatórios à sua rede global de radiotelescópios. A expectativa era que a primeira imagem do buraco negro supermassivo da Via Láctea, Sagitário A*, fosse produzida em abril de 2017, mas como o Telescópio do Polo Sul esteve fechado durante o inverno (abril a outubro), o envio de dados atrasou o processamento para dezembro de 2017, quando a remessa chegou.

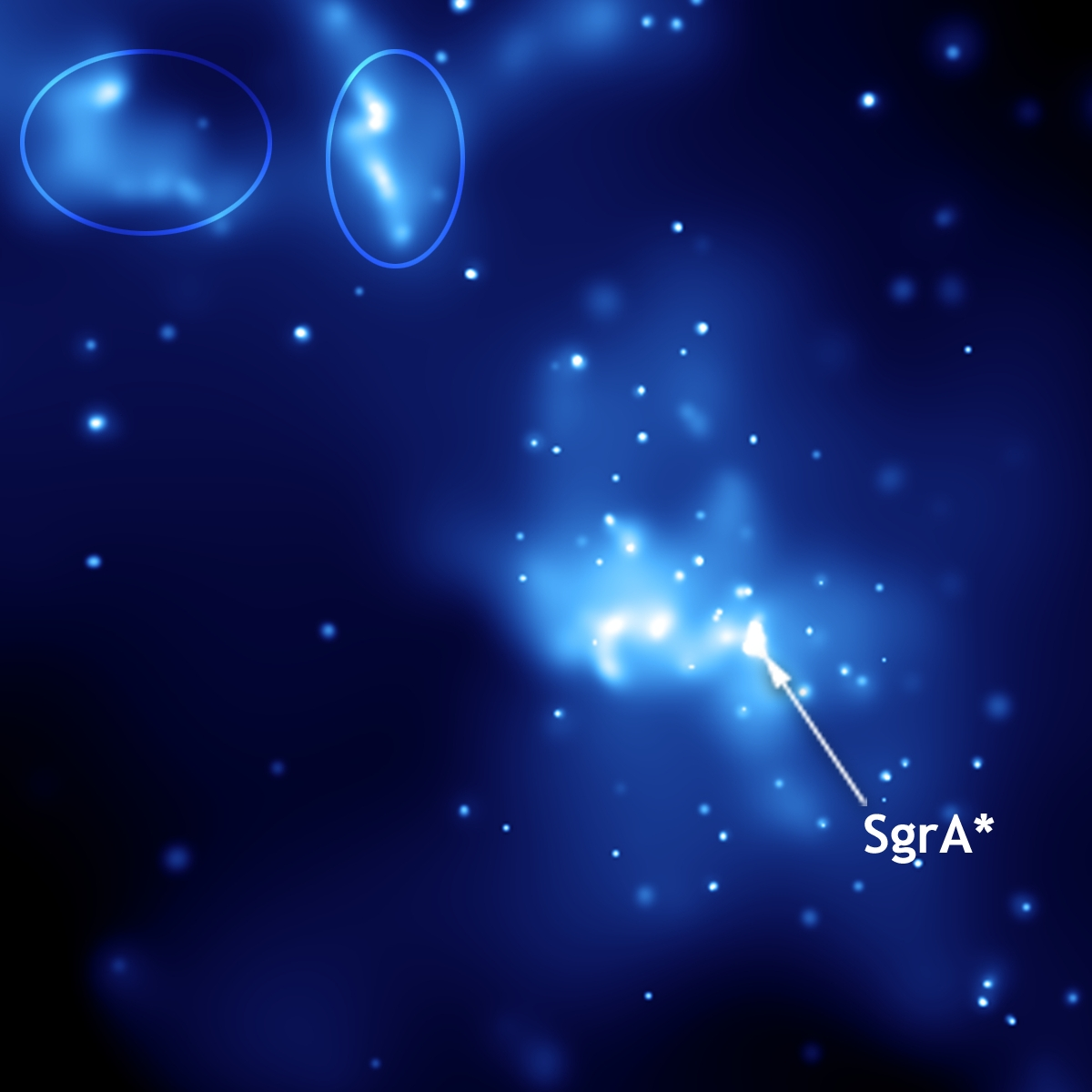
Imagem de raio X suavizada de Sgr A * (centro) e dois ecos de luz de uma explosão recente (circulada).

Os dados coletados em discos rígidos são transportados de avião (uma assim chamada sneakernet) a partir de vários telescópios para o Observatório Haystack do MIT em Massachusetts, EUA e para o Instituto Max Planck de Radioastronomia, em Bonn, Alemanha, onde os dados são correlacionados e analisados em um computador em grid constituído de cerca de 800 CPUs, todas conectadas através de uma rede de 40 Gbit/s.

## Resultados científicos
O projeto EHT anunciou seus primeiros resultados em conferências de imprensa simultâneas em todo o mundo em 10 de abril de 2019. O anúncio apresentou a primeira imagem direta de um buraco negro, que mostrou o buraco negro supermassivo no centro de Messier 87, designado provisoriamente por M87*. Os resultados científicos foram apresentados em uma série de seis artigos publicados no The Astrophysical Journal Letters. Katie Bouman, uma cientista de computação americana que era estudante de pós-graduação quando começou a trabalhar no projeto, apresentou uma palestra no TED em 2016 sobre os desafios no uso de algoritmos para reunir os dados de imagens de telescópios.
A imagem forneceu um teste para a teoria geral da relatividade de Albert Einstein sob condições extremas. Estudos anteriores já haviam testado a relatividade geral examinando os movimentos de estrelas e de nuvens de gás perto da borda de um buraco negro. No entanto, uma imagem de um buraco negro traz observações ainda mais próximas do horizonte de eventos.  A relatividade prevê uma região sombreada escura, causada por flexão gravitacional e captura de luz, que corresponde à imagem observada. O artigo publicado afirma: "No geral, a imagem observada é consistente com as expectativas para a sombra de um buraco negro giratório de Kerr como previsto pela relatividade geral". Paul T.P. Ho, membro do Conselho do EHT, disse: "Quando tivemos a certeza de ter efetivamente capturado a sombra, pudemos comparar o nosso resultado com uma extensa biblioteca de modelos computacionais que incluem a física do espaço distorcido, matéria superaquecida e fortes campos magnéticos". Outro membro do EHT, Luciano Rezzolla afirmou que "A imagem observada se ajusta bem com a nossa compreensão teórica, nos deixando confiantes na interpretação de nossas observações, incluindo nossa estimativa da massa do buraco negro".
A imagem também forneceu novas medições para a massa e o diâmetro do M87*. O EHT mediu a massa do buraco negro em aproximadamente 6,5 bilhões de massas solares e mediu o diâmetro do seu horizonte de eventos em aproximadamente 40 bilhões de quilômetros, aproximadamente 2,5 vezes menor que a sombra que ele projeta a partir do centro da imagem. A partir da assimetria no anel, o EHT inferiu que a matéria no lado sul mais brilhante do disco está se movendo em direção à Terra, o observador. Isto se baseia na teoria de que matéria que se aproxima parece mais brilhante por causa de um efeito relativístico na luz em feixe. Observações anteriores do jato relativístico do buraco negro mostraram que o seu eixo de rotação está inclinado em um ângulo de 17° em relação à linha de visão do observador. A partir dessas duas observações, o EHT concluiu que o buraco negro gira no sentido horário, como visto da Terra.

## Instituições

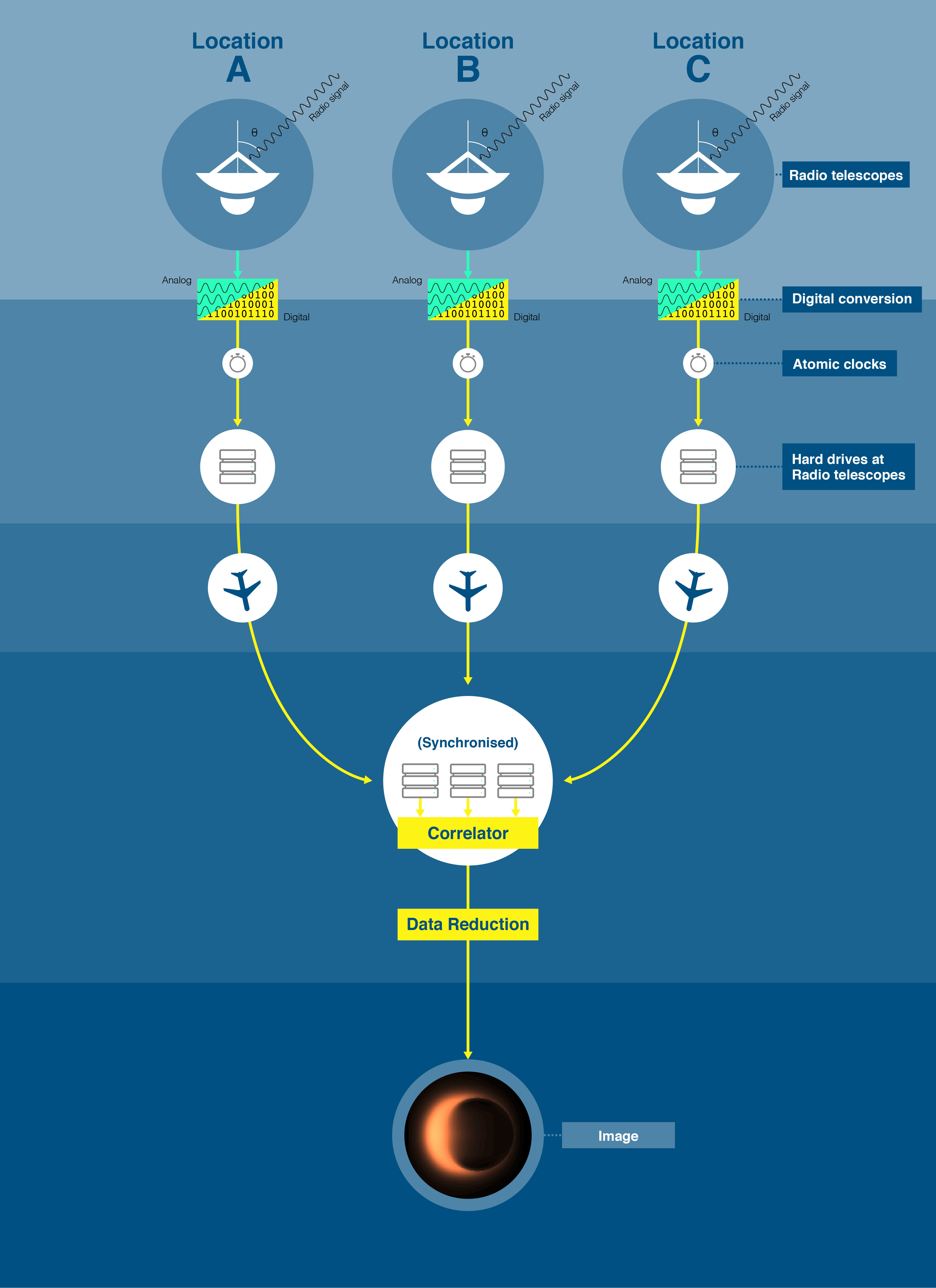
Um diagrama esquemático do mecanismo VLBI do EHT. Cada antena, espalhada por grandes distâncias, possui um relógio atômico extremamente preciso. Sinais analógicos coletados pela antena são convertidos em sinais digitais e armazenados em discos rígidos, juntamente com os sinais de tempo fornecidos pelo relógio atômico. Os discos rígidos são então enviados para um local central para serem sincronizados. Uma imagem de observação astronômica é obtida processando os dados coletados em vários locais.

Algumas das instituições que contribuem com o EHT são:
- Aalto University (Finlândia)
- Academia Sinica
- Universidade de Boston
- Brandeis University
- California Institute of Technology
- Canadian Institute for Advanced Research
- Canadian Institute for Theoretical Astrophysics
- Chalmers University of Technology, Onsala Space Observatory (Suécia)
- Academia Chinesa de Ciências
- Consejo Nacional de Ciencia y Tecnología (México)
- Conselho Superior de Investigações Científicas
- Cornell University
- Google Research
- Observatório Haystack
- Hiroshima University (Japão)
- Huazhong University of Science and Technology (China)
- Institute of Statistical Mathematics (Japão)
- Instituto Geográfico Nacional (Espanha)
- Instituto Nacional de Astrofísica, Óptica y Electrónica (México)
- Istituto Nazionale di AstroFisica (INAF) – Istituto di Radioastronomia, Italian ALMA Regional Centre
- Istituto Nazionale di Fisica Nucleare, Sezione di Napoli (Itália)
- Joint Institute for VLBI ERIC (JIVE) (Holanda)
- Kogakuin University of Technology Engineering (Japão)
- Korea Astronomy and Space Science Institute (Coreia do Sul)
- Universidade de Leiden, Allegro/Observatório de Leiden
- Laboratório Nacional de Los Alamos
- Instituto Max Planck de Física Extraterrestre
- Ministry of Science and Technology of Taiwan
- Universidade de Nanquim
- National Optical Astronomical Observatory (EUA)
- National Radio Astronomical Observatory (EUA)
- National Science Foundation
- National Sun Yat-Sen University (Taiwan)
- Universidade Nacional de Taiwan
- Nederlandse Onderzoekschool voor Astronomie
- Netherlands Organisation for Scientific Research
- Universidade de Pequim
- Rhodes University (África do Sul)
- Universidade Nacional de Seul
- Smithsonian Institution
- The Graduate University for Advanced Studies (SOKENDAI) (Japão)
- Universidade de Tóquio
- Universidade de Tohoku
- Universidad de Concepción
- Universidad Nacional Autónoma de México
- Universidade de Valência
- University College London, Mullard Space Science Laboratory
- Universidade de Amsterdã
- Universidade da Califórnia em Berkeley
- Universidade da Califórnia em Santa Bárbara
- University of Chinese Academy of Sciences
- University de Illinois
- Universidade de Massachusetts em Amherst
- Universidade de Pretória
- University of Science and Technology (Coreia do Sul)
- University of Science and Technology of China
- Universidade de São Petersburgo
- Universidade de Toronto
- Universidade de Waterloo (Canadá)
- Universidade Yonsei

## Leituras adicionais
- Não técnico: (em inglês) The Black Hole at the Center of Our Galaxy (2001), Fulvio Melia (Princeton University Press), ISBN 0691095051
- Técnico:  (em inglês) The Galactic Supermassive Black Hole (2008), Fulvio Melia (Princeton University Press), ASIN B008VQXCN2